# Ноймюле (Эльстер)
Ноймюле (нем. Neumühle) — коммуна в Германии, в земле Тюрингия.
Входит в состав района Грайц. Население составляет 391 человек (на 31 декабря 2010 года). Занимает площадь 8,38 км². Официальный код — 16 0 76 052.